# Леонковичи
Леонковичи (бел. Лявонкавічы) — деревня в Браславском районе Витебской области Беларуси. Входит в состав Тетерковского сельсовета.

## География
Деревня находится в западной части Витебской области, к югу от озера Укля, к северу от автодороги Н-2103, на расстоянии приблизительно 17 километров (по прямой) к юго-востоку от города Браслав, административного центра района. Абсолютная высота — 157 метров над уровнем моря. Площадь населённого пункта — 0,0153 км².

## История
По состоянию на 1905 год, в имении Леонковичи проживало 26 человек (12 мужчин и 14 женщин). В административном отношении входило в состав Перебродской волости Дисненского уезда Виленской губернии.
В 1921 году входила в состав гмины Пшебродзе Дисенского повета Виленского воеводства Второй Польской республики. Числилось 64 жителя (37 мужчин и 27 женщин), проживавших в 9 домах. В этническом составе населения того периода белорусы составляли 98,4 %, поляки — 1,6 %. В конфессиональном составе населения преобладали старообрядцы (98,4 %), также были представлены православные христиане (1,6 %).

## Население
По данным переписи 2019 года, постоянное население в деревне отсутствовало.
| Год  | Население, человек |
| ---- | ------------------ |
| 1905 | 26                 |
| 1921 | ↗ 64               |
| 2009 | ↘ 1                |
| 2019 | ↘ 0                |